# Orłosępy
Orłosępy (Gypaetinae) – podrodzina ptaków z rodziny jastrzębiowatych (Accipitridae).

## Zasięg występowania
Podrodzina obejmuje gatunki występujące w Ameryce, Eurazji, Australazji i Afryce.

## Systematyka
Do podrodziny należą następujące plemiona:
- Polyboroidini Bonaparte, 1854
- Gypaetini Bonaparte, 1831
- Pernini Blyth, 1850